# Naturdenkmal Kochs Kuhle
Das Naturdenkmal Kochs Kuhle mit 0,39 ha Flächengröße liegt im Stadtgebiet von Marsberg nördlich von Heddinghausen im Hochsauerlandkreis. Das Gebiet wurde 2008 mit dem Landschaftsplan Marsberg durch den Kreistag des Hochsauerlandkreises als Naturdenkmal (ND) ausgewiesen. Das LB ist umgeben vom Landschaftsschutzgebiet Echelpohlen. Das ND liegt im Nordostteil direkt östlich der Kreisstraße 65. Vom westlich liegenden Geschützter Landschaftsbestandteil Bohlen Kämpchen ist das ND nur etwa 80 m entfernt. Auf der westlichen Seite der Kreisstraße liegt etwa 90 m südwestlich vom Geschützter Landschaftsbestandteil Feldgehölz am Obermarsberger Wald.

## Beschreibung
Der Landschaftsplan führt zum ND aus: „Das Objekt bildet eine eindrucksvolle Hohlform unmittelbar an der Kreisstraße 65 zwischen Marsberg und Heddinghausen. Unter einer Baumweidengruppe versickert hier ein von Osten kommendes, kleines Fließgewässer am Westrand der Buntsandsteinauflage auf Zechsteinkalken, die auch zur Entstehung des nordöstlich gelegenen Naturdenkmal Schwalgloch Platte geführt hat. Trotz der Lage der eigentlichen Versickerungsstelle rund 70 m östlich der Straße ist in dem „Zwischenraum“ ein größerer Kessel mit ausgeprägten Böschungen ausgebildet, der seinen Ursprung in eiszeitlichen, wasserreicheren Erosionsphasen haben dürfte, als das Schwalgloch das Wasser nicht vollständig aufnehmen konnte (auch jenseits der K 65 setzt sich eine deutliche Tal-Hohlform fort).“

## Schutzzweck
Der Landschaftsplan führt zum Schutzzweck aus: „Alle nachfolgenden Naturdenkmale stellen Einzelschöpfungen der Natur dar, die aus wissenschaftlichen, landeskundlichen und erdgeschichtlichen Gründen sowie wegen ihrer Seltenheit und Eigenart schutzbedürftig sind.“ Im ND sind „alle Handlungen verboten, die zu einer Zerstörung, Beschädigung oder Veränderung des geschützten Objektes führen können. Insbesondere ist verboten:
- Aufschüttungen, Verfüllungen, Abgrabungen oder Ausschachtungen vorzunehmen oder die Bodengestalt in anderer Weise zu verändern;
- Bäume, Sträucher oder sonstige wildwachsende Pflanzen zu beschädigen, auszureißen, auszugraben oder Teile davon abzutrennen oder auf andere Weise in ihrem Wachstum zu beeinträchtigen;
- bauliche Anlagen zu errichten.“[2]